# Johann Hinrich Gossler

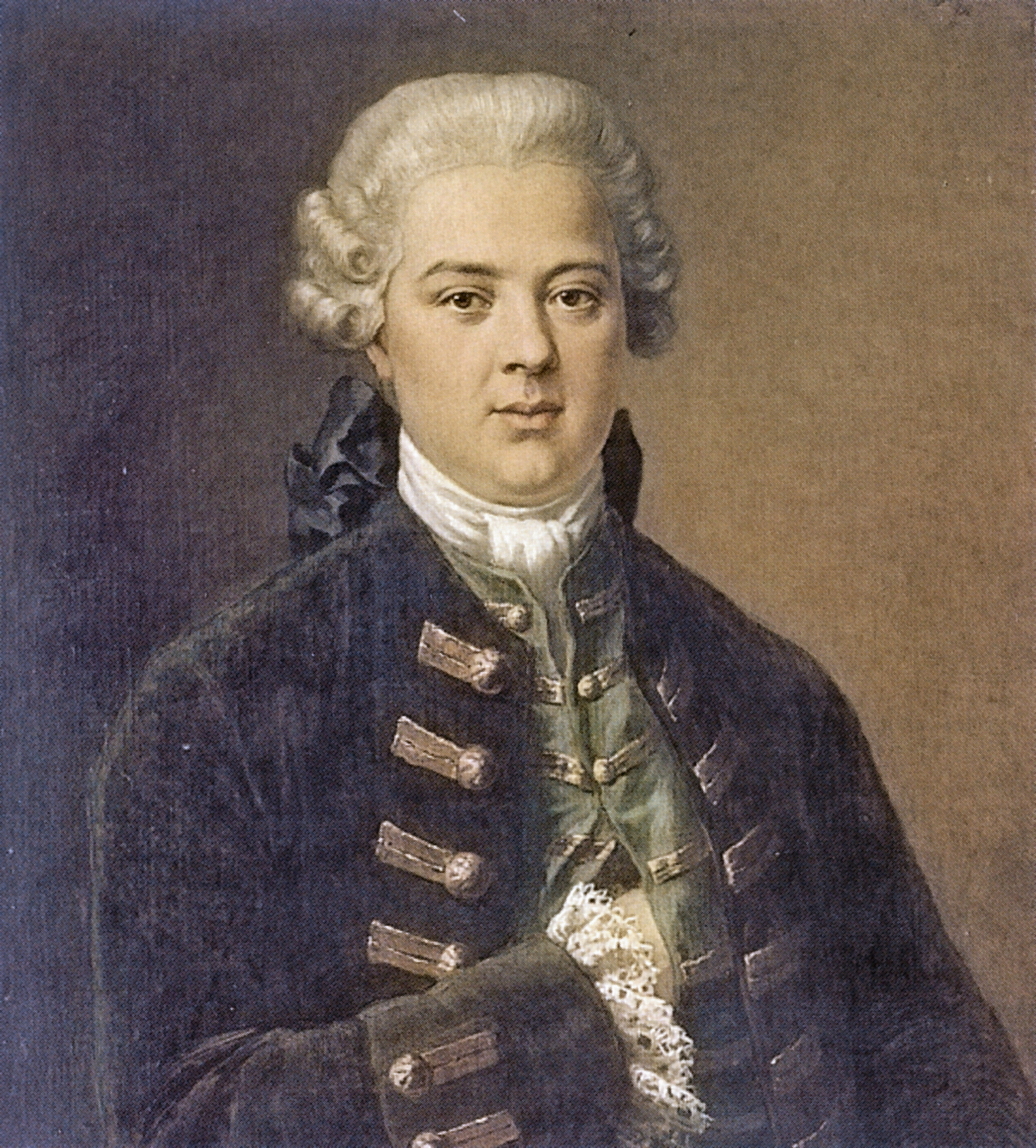
Johann Hinrich Gossler, 1750

Johann Hinrich Gossler (* 18. August 1738 in Hamburg; † 31. August 1790 ebenda) war ein deutscher Kaufmann. 

## Leben und Wirken
Gossler war einer der Kaufmänner Hamburgs im 18. Jahrhundert, und Mitglied der Hanseatenfamilie Goßler. Er war ab 1769 Mitinhaber des Handelshauses Joh. Berenberg & Gossler. Er war ab 1768 mit Elisabeth Berenberg, der Tochter von Johann Berenberg (1718–1772) und einzigen Erbin der Bankiersfamilie Berenberg, verheiratet. 1788 nahm Goßler seinen Schwiegersohn Ludwig Edwin Seyler als neuen Partner auf.
Sein Sohn Johann Heinrich Gossler (1775–1842) war Senator und sein Enkel Hermann Goßler (1802–1877) Erster Bürgermeister.
Er war Mitglied der Patriotischen Gesellschaft von 1765.